# 군무원
군무원(軍務員)은 군이라는 특정한 분야에서 복무하는 특정직 국가공무원이다. 국군조직에서 대한민국 행정 업무 및 기술 업무를 하며 군법을 적용받는 직업이다. 육군, 해군(해병대), 공군 및 국직 부대에 배치 되고있다. 다양한 분야에서 업무를 수행하고 있으며, 군수지원(정비, 보급, 수송), 정보, 작전, 그리고 전투지원 분야 등이 이에 해당한다. 군법의 적용을 받는 신분으로 직급은 1급~9급으로 구분되어 있다. 군무원 인사법에 의해 임용된다.
1급과 2급은 장성급 장교에 준한 대우를 받는다. 실제로도 그 정도 고위 군무원들은 거의 전부 예비역 장성급 장교들이다.

## 도입 배경
국방 업무를 함에 있어 기존의 장교, 부사관, 병의 체제만으로는 효율적으로 수행하는데 있어 한계가 있었다. 이에 특정 분야에 전문성을 가진 인원을 선발하게 되었고, 일반적인 군인과는 다르게 군대에서 그 전문성을 양성할 필요 없이 이미 전문성을 지닌 사람을 선발하여 경제성, 지속성 및 효율성 면에서 두각을 드러내게 되었다. 또, 병 복무기간 단축에 따른 전력 저하를 방지하기 위해 숙련도가 필요한 직위는 부사관으로 대체하는 등 대한민국 군대는 점점 간부 중심의 인력구조로 바뀌어 나가고 있다. 또, 병사들이 군 복무 중에는 그들의 임무에만 전념할 수 있도록 하기 위해 비전투임무를 최소화할 필요성이 높아졌고, 이에 민간근로자와 함께 군무원의 필요성이 증대되었다.

## 종류
군무원의 종류는 크게 일반군무원과 기술군무원, 그리고 대통령령이 정하는 바에 의하여 별정군무원과 계약군무원으로 나눌 수 있다.

### 일반군무원

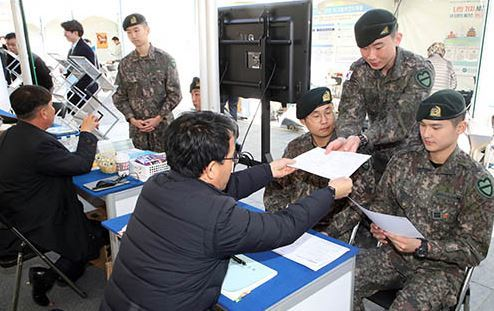
대한민국의 군무원을 채용하는 부스의 모습이다.

일반군무원은 일반적인 대한민국의 공무원과 크게 다르지 않다. 직무의 종류에 따라 정보, 행정 등의 15개 직군과 61개 직렬로 분류되고, 계급은 9급부터 1급까지로 구분된다. 대한민국의 공무원 임용시험처럼 9급(군무서기보=하사급), 7급(군무주사보=위관급 장교급), 5급(군무사무관=소령급)을 선발하는 것은 공무원과 동일하지만 한 가지가 더 추가되어 있다. 2급(군무이사관=준장급)이 추가되어 있는데 이는 경력직이며 지원자격은 예비역 장성급 장교만 가능하다. 2급 이상 군무원의 경우는 각 군 본부 처(차)장급 지휘관(또는 부서장) 직위로만 편성한다. 주로 부대장으로 배치되고 있다. 각 지방병무청장, 국군체육부대장, 국방홍보원장 등이 있다. 주요 직군의 업무는 다음과 같다.

#### 행정직 군무원
행정직 군무원은 국방부 직할부대(정보사, 의무사 등), 육군/해군/공군본부 및 예하 부대에서 행정일반에 대한 업무를 담당한다. 국방업무로는 국방정책, 군사전략, 체계분석, 평가, 제도, 계획, 연구 등과 같은 업무를 수행하게 되고, 일반행정 업무로는 일반행정, 정훈, 심리 업무를 수행하게 된다. 법에 관한 업무로는 법제, 송무, 행정 소송과 같은 업무를 수행하고, 재정 업무로는 세입, 세출결산, 재정금융 조사분석, 계산증명, 급여업무를 수행하게 된다.

#### 군수직 군무원
군수직 군무원은 연구 개발, 조달, 정비, 보급, 근무분야에 걸쳐 업무를 수행한다. 업무의 종류는 크게 군수품 관리, 관리, 수송으로 나눌 수 있는데, 먼저 군수품 관리에는 군수품의 소요/조달/보급/재고 관리, 정비 계획, 물자수불 등이 포함된다. 관리에는 생산공정, 품질관리, 안전관리 등이 있고, 수송 업무에는 수송 및 시설 업무가 포함된다.

#### 정보직 군무원
정보직 군무원은 군사정보와 기술정보로 다시 세분화되는데, 군사정보의 경우 시험 과목에 심리학이, 기술정보의 경우 시험 과목에 암호학이 포함된다는 차이점이 있다. 세부적으로 군사정보 직렬은 주변국, 특히 북한의 군사정보를 수집하고 관리하여 각 부대에 전파하고, 기타 군사 보안 업무를 수행하는 반면, 기술정보의 경우 외국의 산업, 경제, 과학기술과 같은 다양한 분야의 정부를 수집하고 기타 보안업무, 그리고 정보용 기기에 의한 정보 수집 업무를 담당하게 된다.

#### 전기직 군무원
전기직 군무원은 각 본부 및 부대에서 기지 및 시설 운영에 필수적인 전기에 대한 기술적 업무를 담당하는 분야이다. 크게 전기일반, 전기관리, 정비 및 수리 업무로 나눌 수 있는데 우선 전기일반 업무에는 전기설계, 전도기, 발전기, 전원부하가 포함되고, 전기관리에는 송배전 및 변전, 전기에너지 관리가 포함된다. 마지막으로 정비 및 수리에는 전자기기, 전기시설 등을 정비 및 수리하는 업무가 포함된다.

### 기능군무원
기능군무원은 일반군무원과 다른 직무를 담당하게 되는데, 병참, 농림, 군수, 보건위생, 시설, 통신, 기술지원의 8개 직군과 직렬로 분류된다. 각각의 직군별로 5급에서 9급까지의 명칭은 다음과 같다.
| 직군     | 직렬     | 5급          | 6급        | 7급        | 8급        | 9급        |
| -------- | -------- | ------------ | ---------- | ---------- | ---------- | ---------- |
| 행정     | 전산     | 전산기장     | 전산장     | 전산장     | 전산원     | 전산원     |
| 행정     | 발간     | 발간기장     | 발간장     | 발간장     | 발간원     | 발간원     |
| 행정     | 행정보조 | 행정보조기장 | 사무장     | 사무장     | 사무원     | 사무원     |
| 군수     | 병참     | 병참기장     | 병참장     | 병참장     | 병참원     | 병참원     |
| 군수     | 탄약취급 | 탄약취급기장 | 탄약취급장 | 탄약취급장 | 탄약취급원 | 탄약취급원 |
| 군수     | 조경     | 조경기장     | 조경장     | 조경장     | 조경원     | 조경원     |
| 농림     | 사육     | 사육기장     | 사육장     | 사육장     | 사육원     | 사육원     |
| 보건위생 | 이미용   | 이미용기장   | 이미용장   | 이미용장   | 이미용원   | 이미용원   |
| 보건위생 | 조리     | 조리기장     | 조리장     | 조리장     | 조리원     | 조리원     |
| 보건위생 | 보건     | 보건기장     | 보건장     | 보건장     | 보건원     | 보건원     |
| 시설     | 시설     | 시설기장     | 시설장     | 시설장     | 시설원     | 시설원     |
| 통신     | 통신보조 | 통신보조기장 | 통신장     | 통신장     | 통신원     | 통신원     |
| 기술지원 | 목공     | 목공기장     | 목공장     | 목공장     | 목공원     | 목공원     |
| 기술지원 | 교환     | 교환기장     | 교환장     | 교환장     | 교환원     | 교환원     |
| 기술지원 | 운전     | 운전기장     | 운전장     | 운전장     | 운전원     | 운전원     |
| 기술지원 | 기계     | 기계기장     | 기계장     | 기계장     | 기계원     | 기계원     |
| 기술지원 | 전기     | 전기기장     | 전기장     | 전기장     | 전기원     | 전기원     |

### 별정군무원
별정군무원은 전시와 같은 국가 비상시에 대통령령으로 정하여 둘 수 있으며, 군에서는 교관, 예비군관리, 항공조종과 같은 업무를 수행하게 된다. 여기서 일반군무원과의 차이가 발생하는데, 일반군무원은 하나의 보직에서 임무수행을 하고 있다가 그 보직이 사라져도 직렬에 맞는 빈 보직을 받게 되지만, 별정군무원의 경우에는 해당 보직에 지원을 하는 방식이기 때문에 해당 보직이 사라지게 되면 반강제적으로 군무원직을 그만두어야 한다. 이때 별정군무원의 신분은 특수경력직공무원으로서 일반경력직공무원과는 다르게 신분에 있어서 보장을 받지 못하는데, 이는 애초에 별정군무원의 지원자격요건이 '5급상당의 경우 대위 전역(혹은 예정)자로서 해당 직렬과 유사한 직업에 2~3년 이상 근무한 자'로 규정되어 있기 때문이다. 그러나 신분보장 외에 보수, 복무, 그리고 징계의 경우는 일반군무원의 경우를 준용하고, 계급은 9급상당에서 1급상당까지로 구분된다.

### 계약군무원
계약군무원의 경우 국가와 채용계약에 의거하여 일정기간 전문지식이 요구되는 업무에 종사하는 군무원이다. 상시 채용하는 것이 아니라, 해당 직무에서 전문인력이 필요하다고 판단 및 인정되는 경우에만 채용하여 임용된다.

## 변천

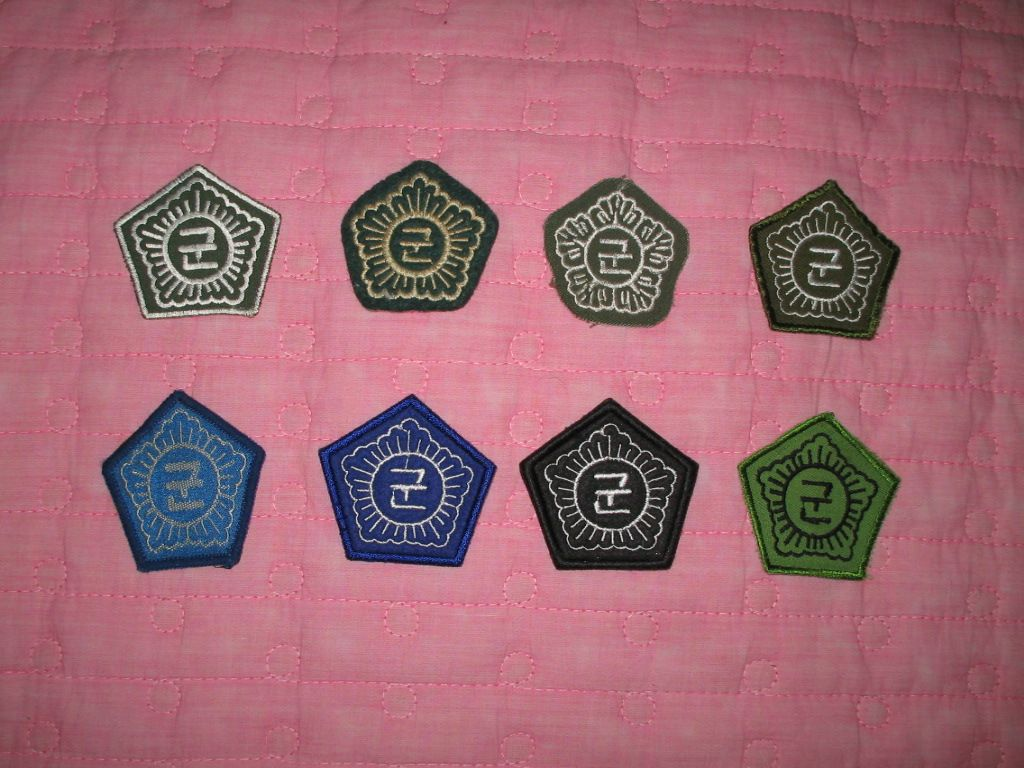
대한민국 군무원이 전투복을 착용하던 시절 전투복에 부착하던 표지이다.

1946년 1월 현재 국군의 모체가 된 국방경비대를 창설할 때 군의 다양한 업무를 보조하기 위해 민간인을 채용한 것에서 비롯되었다. 1948년 11월 20일 제정 및 공포된 "국군조직법" 제 19조에 "국군은 현역 이외에 민간인을 두며, 이를 문관이라 칭한다."라고 명시되어 있는데, 이를 통해 초기 군무원의 명칭을 문관이라 불렀음을 알 수 있다. 이후 1950년 대통령령 제 333호로 "군속령"을 제정하여 중기 군무원 임용제도를 마련하였다. 이후 1962년, 법률 제1227호로 "군속인사법"을 제정하였다. 이로 인해 한동안 군무원을 뜻하는 용어로 '군속'이라는 용어가 사용되게 되었다. 1980년, 대한민국에 제5공화국이 들어섰고, 이후 제8차 헌법개정을 통해 군속을 폐지하고 그 이름을 비로소 군무원으로 개칭하게 되었다. 이후 점점 재직 중 정년을 연장하고 군무원 고용제도를 신설하면서 점차 오늘날의 군무원 제도의 모습을 갖추게 되었다. 1980년 12월 21일, 법률 제1496호로 "군무원인사법"을 제정하는데, 이 법에는 군무원을 일반군무원과 특수군무원으로 구분하고, 군무원의 계급을 1급에서 9급까지로 나누어 대한민국의 일반직 공무원과 유사하게 맞추었다. 1989년 12월 20일 법률 제4159호에 의하여 그동안 일반군무원과 특수군무원으로 구분되었던 군무원의 체계를 현재와 같이 일반군무원과 기능군무원으로 구분하였다. 그러나 이때까지만 하더라도 군무원의 직군과 직렬은 당시 공무원과 비교하여 과도하게 세분화되어 있었다는 문제점이 있었다. 이로 인해 2012년 1월 1일, 군무원의 직군/직렬 체계를 군 환경 변화 및 군 구조 개혁과 연계하여 통/폐합하였다. 이후 한동안 군무원도 전투복을 착용하였고, 착용하는 동안에 계급장 대신 특수한 표지를 사용하였다. 그러나 시간이 지나면서 특수직을 제외하고 대부분의 군무원은 전투복 착용이 금지되면서 자연스럽게 표지를 붙이는 것도 사라졌다.

## 군무원의 다른 사례

### 주한미군 군무원
주한미군 군무원은 크게 두 가지로 나뉜다. 첫째는 KSC(Korean Service Corps)로, 규모가 다른 군무원집단에 비해 크다. 한국전쟁 당시 한국은 열악한 도로사정과 험악한 산악지형으로 인해 군수물자를 운반하는 데 있어 굉장한 어려움을 겪고 있는 상황이었고, 이로 인해 군수물자를 운반할 인력 소요가 있었다. 이에 당시 미8군 사령관의 요청과 이승만 대통령의 승인으로 인해 KSC가 구성 및 투입된 것으로부터 역사가 시작되었다. 전쟁기간에는 일명 '지게부대'로 불리며 지게를 이용하여 산악지형을 통과하며 군수물자를 운반했다. 현재는 한국 내의 미군기지에서 각종 인사행정, 기술을 지원하고 작전이나 보급에 있어 필요한 인력을 제공하는 업무를 수행하고 있다. 다른 하나는 KNN(Korean National)이다. KSC가 한번에 조직되고 이후 필요한 곳에 인력을 투입하는 방식이었다면, KNN의 경우는 각 미군 부대 및 조직이 필요에 의해서 고용한 군무원이다.

### 일본 군속
일본에서 군무원은 군속(軍属, ぐんぞく)라고 한다. 제5공화국이 들어서기 전 우리나라에서 군속이라는 용어가 쓰인 것과 동일하다. 일본에서 군속은 '군인(무관 또는 징집된 병사) 이외로 군대에 소속하는 자'로 정의된다. 1871년부터 1945년 동안 군속은 용인(傭人), 고용(雇員), 판임관(判任官), 고등관(高等官)의 4가지 지위로 나누어졌다. 그러나 이후 일본에서 자위대가 설립되며 점차 현재와 같은 모습을 갖추게 되었다.

## 참고 문헌
- 한국민족문화대백과사전 "군무원(軍務員)"
- 대한민국 국방부 "2012년 국방백서" 보관됨 2021-12-12 - 웨이백 머신
- 대한민국 국방부 "2020년 국방백서" 보관됨 2021-12-12 - 웨이백 머신
- 대한민국 국가법령정보센터 "군무원인사법"
- 국가법령정보센터 - 군속령

## 같이 보기
- 대한민국의 군무원 채용시험
- 대한민국의 공무원
- 대한민국의 군 목록
- 군사 계급
- 공무원
- 군인
- 준군사조직